# Nikolai Vovk
Nikolai Aleksandrovich Vovk (tiếng Nga: Николай Александрович Вовк; sinh ngày 8 tháng 1 năm 1997) là một cầu thủ bóng đá người Nga. Anh thi đấu cho F.K. Shinnik Yaroslavl.

## Sự nghiệp câu lạc bộ
Anh có màn ra mắt tại Giải bóng đá Quốc gia Nga cho F.K. Shinnik Yaroslavl vào ngày 22 tháng 3 năm 2015 trong trận đấu với F.K. Luch-Energiya Vladivostok.